# Carlos Herrera y Luna
Carlos Herrera y Luna, né le 26 octobre 1856 à Guatemala-Ville et mort le 3 juillet 1930 à Paris, est un homme d'État guatémaltèque. Il est président du Guatemala du 30 mars 1920 au 10 décembre 1921.

## Homme d'affaires
Herrera Luna commence et prospère en affaires dans l'industrie du sucre par le développement des sucreries de Pantaleón Sugar Mill à Santa Lucía Cotzumalguapa et par celles de Concepción et El Baúl à Escuintla. De nos jours, la Pantaleón Sugar Holdings est l'une dix principales compagnies en Amérique avec des sucreries en Amérique centrale et en Amérique du Sud.

## Présidence

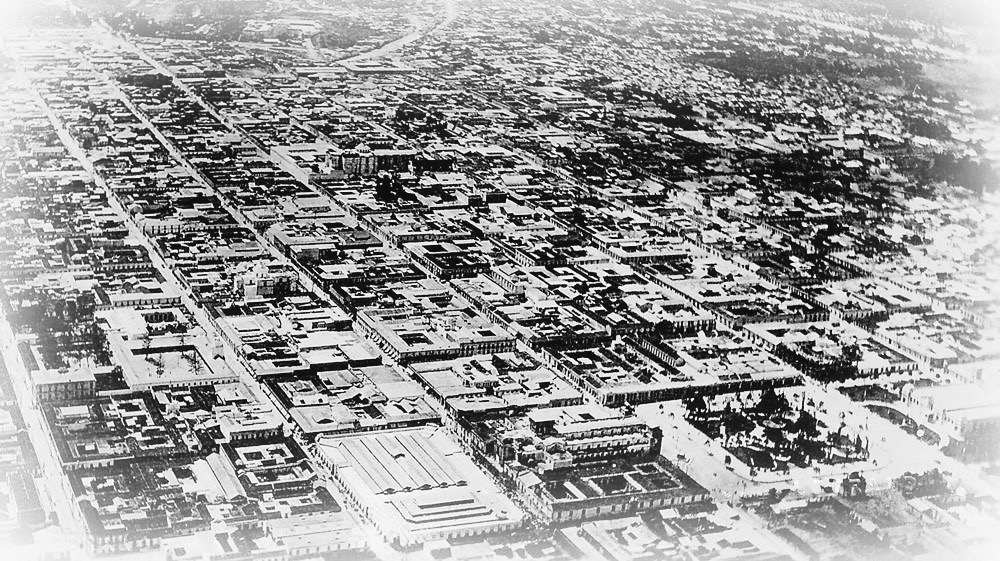
Vue aérienne de Guatemala en 1921 durant la présidence de Herrera.

Après le renversement du gouvernement de Manuel Estrada Cabrera à la suite de la semaine tragique le 14 avril 1920, les chefs du Parti unioniste, a majorité conservatrice, tente de négocier avec la chefs libéraux issus du régime de Cabrera de sorte à former un nouveau cabinet. Les libéraux parviennent à déjouer les Conservateurs en parvenant alors à la nomination de Herrera Luna à la présidence, bien que ce dernier ait servi dans l'administration de Cabrera pendant 22 ans. En plus de Herrera, plusieurs membres de l'ancienne administration trouve un poste dans la nouvelle administration. Devant cette situation, la United Fruit Company, compagnie américaine avec laquelle des accords et plusieurs concessions avait été accordées, était rassurée par cette nouvelle administration, Malgré tout, Herrera qui est un homme d'affaires doté d'une bonne expérience, accepte difficilement les ententes faites avec la UFCO et pour lesquelles il n'existe aucune bénéfice réel pour les Guatémaltèque.

### Éducation
Herrera Luna accorde plusieurs avantages à l'Université nationale (Université de San Carlos) entre autres en raison de sa contribution à la chute du régime d'Estrada Cabrera:
- Une autonomie dans les nominations des personnes en autorité
- Une maison des étudiants pour se rassembler et créer un corps étudiant

### Coup d'État

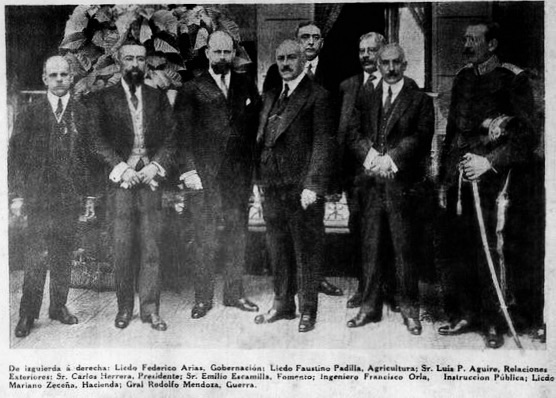
Herrera et son cabinet peu de temps avant le coup d'état de 1921.

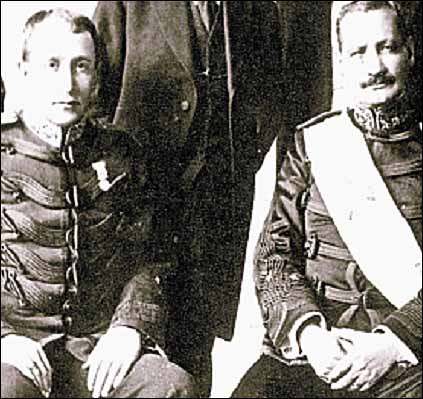
Général José María Orellana (droite) et le général Jorge Ubico (gauche) après le coup d'état qui renverse le président Herrera en 1921.

Après moins de deux ans au pouvoir, Herrera est déposé par un coup d'État dirigé par le général José María Orellana en décembre 1921. Ce coup survient alors que Herrera résiste à reconnaître les concessions accordées à la United Fruit Company par son prédécesseur, Manuel Estrada Cabrera. Herrera s'exile alors en France.